# Wehrmachtbericht
Der Wehrmachtbericht war eine während der Dauer des Zweiten Weltkriegs ausgestrahlte deutsche Sendung über die militärische Lage der Wehrmacht an allen Fronten. Er wurde von der Abteilung bzw. Amtsgruppe für Wehrmachtpropaganda ausgearbeitet, jeweils in den Mittagsnachrichten ausgestrahlt und war nicht nur ein Bericht über militärische Operationen, sondern zugleich ein Instrument der nationalsozialistischen Propaganda. Dabei gilt die 1962 im Rahmen der Schriftenreihe des Bundesarchivs publizierte einschlägige Studie Erich Murawskis als grundlegend faktenreiche, gleichwohl aber aufgrund ihrer unkritischen Darstellungsweise fragwürdige Sekundärquelle.

## Allgemein

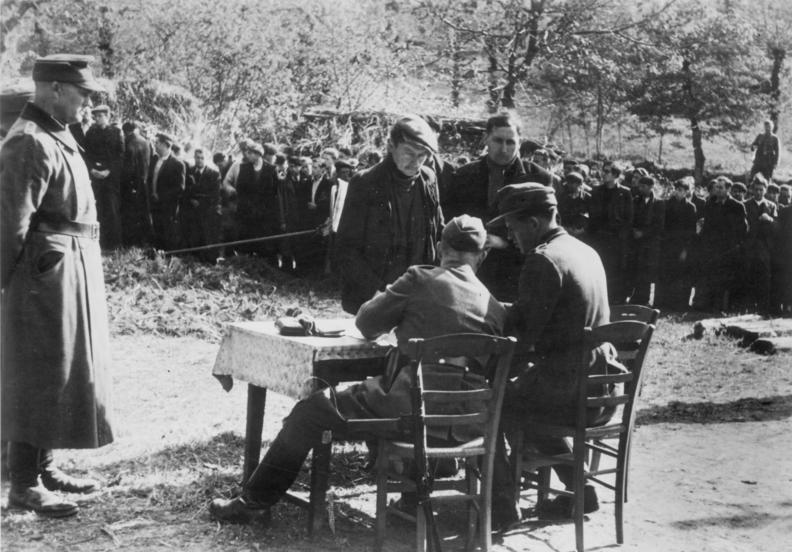
Juli 1944: Deutsche Soldaten vernehmen sitzend Zivilisten.
„Scherl: Kampf gegen die Terroristen in Frankreich. In einigen Teilen Frankreichs versuchen kommunistische Terrorgruppen immer wieder, die deutschen Sicherungsmassnahmen zu stören. Durch schlagartig durchgeführte Aktionen wird aber den Terroristen das Handwerk gelegt und fast täglich berichtet der Wehrmachtbericht von den Erfolgen gegen die Saboteure. Wieder wurde in einem Dorf in der Bretagne eine Terroristengruppe gestellt. Auf dem Marktplatz finden die ersten Vernehmungen statt.“

Auf die stets gleichbleibende Ankündigung „Das Oberkommando der Wehrmacht gibt bekannt“ folgte vom ersten Tag des Überfalls auf Polen bis zur bedingungslosen Kapitulation der Wehrmacht eine tägliche Zusammenfassung der Kampfhandlungen. Dieser Wehrmachtbericht wurde vom Oberkommando der Wehrmacht (OKW), genauer von der Abteilung für Wehrmachtpropaganda (WPr) im Wehrmachtführungsstab des OKW herausgegeben und im Großdeutschen Rundfunk täglich um die Mittagszeit vor den folgenden Nachrichten ausgestrahlt sowie von den Tageszeitungen, häufig auf der Titelseite, abgedruckt (auch in den verbündeten und besetzten Ländern und zum Teil sogar im neutralen Ausland). Hinzu kamen die im Radio mit Fanfarenstößen eingeleiteten Sondermeldungen über herausragende Erfolge, die ergänzend dem Wehrmachtbericht angehängten Erwähnungen von Truppenteilen oder Einzelpersonen, die sich besonders ausgezeichnet hatten, und schließlich die mit Zahlen gespickten zusammenfassenden Berichte. Im Gegensatz zum Heeresbericht des Ersten Weltkrieges beinhaltete der Wehrmachtbericht nicht nur die Kampfhandlungen der eigenen, sondern auch die der feindlichen Streitkräfte, beispielsweise die Luftangriffe der Alliierten auf Kriegsziele und Städte im Reichsgebiet. Der Wehrmachtbericht besaß amtlichen Charakter und war die maßgebliche Quelle für die Kommentierung des Kriegsgeschehens in den Medien. Insgesamt erschienen 2080 Wehrmachtberichte. Sie sind nach einer einschlägigen Studie des ehemaligen Referatsleiter in der Amtsgruppe für Wehrmachtpropaganda und späteren Archivars am Bundesarchiv Erich Murawski aus dem Jahre 1962 ein Gemisch aus nüchternem Militär-Rapport und politischer Propaganda und eine ebenso wertvolle wie fragwürdige Sekundärquelle. Aktuelle Untersuchungen betonen stärker den propagandistischen Charakter des Wehrmachtberichts. Der an der Gedenkstätte Yad Vashem tätige israelische Historiker Daniel Uziel sieht als Hauptproblem von Murawskis Studie neben einem Mangel an damals zur Verfügung stehenden Quellen „die unkritische Herangehensweise [Murawskis] an sein Thema“ an. Der deutsche Militärhistoriker Jörg Echternkamp nennt die Praxis der Darstellung der „beschönigende[n] ‚Frontbegradigung‘ im Wehrmachtbericht“ in einer Reihe mit propagandistischen Verlautbarungen, die über den „wahren Sachverhalt“ des Kriegsverlaufs „hinwegtäuschen“.
Bis zu seiner Veröffentlichung durchlief der tägliche Wehrmachtbericht mehrere Instanzen. Aus den einlaufenden Meldungen der drei Wehrmachtteile stellte die „Abteilung Wehrmachtpropaganda“ unter der Leitung ihres Chefs, Generalmajor Hasso von Wedel, einen Text für den Chef des Wehrmachtführungsstabes und engsten militärischen Berater Hitlers, Generaloberst Alfred Jodl zusammen, der ihn bezüglich Inhalt, Form und Intention redigierte. Hitler, als Oberbefehlshaber der Wehrmacht, gab den Text dann persönlich frei, woraufhin er unverändert über den Reichspressechef Otto Dietrich an die Zeitungen und über Goebbels’ Propagandaministerium an den Rundfunk gelangte.
Berichtet wurde in knapper Form, ausführlicher, konkreter und teilweise übertrieben, wenn Erfolge zu vermelden waren, kürzer, abstrakter und verklausuliert, wenn es um Rückschläge und eigene Verluste ging. Stets mussten die Verfasser Glaubwürdigkeit und Wirkung der Berichte bei der kämpfenden Truppe, in der Heimat sowie im feindlichen und neutralen Ausland berücksichtigen. Sie vermieden weitgehend direkte Falschmeldungen, operierten aber mit Auslassungen und Zutaten, mit tendenziösen Hervorhebungen und Verharmlosungen sowie mit Beschönigungen, Verzögerungen und Verschleierungen.
Erich Murawski gelangte in seiner Untersuchung über Inhalt, Sprache und Glaubwürdigkeit des WB 1962 zu dem Ergebnis, dass zwischen dem ursprünglichen Anspruch des Militärs, nur die Wahrheit zu berichten, und der durch Kriegsverlauf und politische Einflussnahme bestimmten Praxis eine Diskrepanz besteht. Er unterscheidet vier Phasen der Berichterstattung und damit der Glaubwürdigkeit des WB:
- Bis Mai 1940 – Vorsichtige Zurückhaltung
- Westfeldzug 1940 bis Ende 1941 – Erfolgsberauschter Überschwang
- 1942 bis Herbst 1944 – Tarnung der Rückschläge
- Ab Herbst 1944 – Nüchterner Liquidationsbericht

Die Verfasser des WB sahen keinen Widerspruch in dessen Doppelcharakter, einerseits der „Wahrheit“ und andererseits der Propaganda zu dienen. Von Wedel dazu nach dem Krieg:
„Ich habe den Wehrmachtbericht immer als wohl das wertvollste Propagandainstrument der Wehrmachtpropaganda betrachtet, allerdings unter der einen unabänderlichen Voraussetzung, daß er nur die Wahrheit bringen durfte und sich niemals der Lüge bediente. […] In dieser Auffassung war ich auch einig mit dem Chef des Wehrmachtführungsstabes, einem Fanatiker der Wahrheit“
Der „Fanatiker der Wahrheit“ hingegen, Alfred Jodl, war sich der propagandistischen Aufgabenstellung und Wirkung des Wehrmachtberichtes sehr wohl bewusst:
„Es ist traurig genug, daß ich dem stellvertretenden Chef der Amtsgruppe Wehrmachtpropaganda erst klarmachen muß, daß auch der OKW-Bericht ein Propagandamittel ist.“
In einem Geheimerlass vom 18. Juni 1941 instruierte er die Berichterstatter, dass „die Wahrheit der Grundsatz für die gesamte deutsche militärische Berichterstattung“ sei. Erfolge seien erst dann zu veröffentlichen, wenn sie bestätigt seien und: „Eigene Mißerfolge sind hierbei in dem Umfang zu veröffentlichen, in dem sie vom Gegner und vom neutralen Ausland nachgeprüft werden können. Für die deutsche Öffentlichkeit ist mit der vorstehenden Einschränkung die Veröffentlichung auch von Mißerfolgen erwünscht; um das eigene Volk zur notwendigen Härte zu erziehen.“

## Geschichte

### Deutsch-Französischer Krieg von 1870 bis 1871
Bereits in früheren Kriegen wurde die Öffentlichkeit über den Kriegsverlauf informiert. Im Deutsch-Französischen Krieg von 1870 bis 1871 waren es noch überwiegend zivile Kriegsberichterstatter wie Theodor Fontane, die sich als Schlachtenbummler in der Etappe aufhielten, um für ihre Zeitungen Nachrichten von offiziellen Stellen und aus zweiter Hand zu sammeln. Sie wurden wegen ihrer oft fehlenden militärischen Kompetenz, vor allem aber wegen ihrer störenden Neugier von den Offizieren nicht sonderlich geschätzt und daher häufig behindert und gegängelt.
1870 hatte das Heer zunächst keinerlei Vorbereitungen für die Information der Öffentlichkeit getroffen, schließlich aber doch, zunächst zögerlich dann immer öfter, Kriegsdepeschen herausgegeben, die von der Polizei angeschlagen und von Zeitungen veröffentlicht wurden. Sie waren knapp und berichteten nur das Wichtigste. Anders als beispielsweise die französischen amtlichen Meldungen waren sie frei von Propaganda und enthielten keine falschen Nachrichten. Natürlich enthielten die Berichte nicht alles, da man dem Gegner keine Einblicke in die eigene operative Planung gewähren wollte. Die politische Führung war ausgeschlossen von der Nachrichtenpolitik des Militärs, und selbst Otto von Bismarck musste sich genauere Informationen auf Umwegen selbst besorgen.

### Erster Weltkrieg
Auch während des Ersten Weltkriegs war die Kriegsberichterstattung fest in der Hand des, traditionell an Geheimhaltung und Überwachung interessierten, Militärs. Ebenso wie zuvor war man schlecht vorbereitet und führte zunächst nur die Zensur ein. Nur wenige Offiziere, beispielsweise Alfred von Tirpitz, hatten die militärische Scheu vor Öffentlichkeit und Presse überwunden und Dienststellen für Informationsarbeit eingerichtet. Admiral von Tirpitz, Staatssekretär des Reichsmarineamtes, hatte die Bedeutung von Presse- und Öffentlichkeitsarbeit bereits lange vor dem Krieg erkannt. Als er im Jahre 1897 die Amtsgeschäfte übernahm, schuf er sich eine eigene Presseabteilung, das Nachrichtenbüro des Reichsmarineamtes: „Dann habe ich es für mein Recht und meine Pflicht gehalten, den breiten Schichten begreiflich zu machen, welche Interessen hier auf dem Spiele standen“.
Die Reichsregierung unter dem pressescheuen Kanzler von Bethmann Hollweg überließ die Informationspolitik vertrauensvoll dem Militär. Am 2. August 1914 ergriff der Chef des Generalstabes, Generaloberst von Moltke, die Initiative und befahl die Einrichtung eines Pressedienstes, bezeichnenderweise zunächst unter der Zuständigkeit der Abteilung für Spionage und Spionageabwehr. Die Presse, so Moltke, sei ein unentbehrliches Mittel der Kriegführung.
Die erste Meldung erschien am 5. August 1914 und ab dem 27. August wurde über das Wolffsche Telegraphenbureau der tägliche Heeresbericht herausgegeben. Im Laufe des Krieges entwickelte die militärische Führung ein zunehmendes Interesse an der Öffentlichkeitsarbeit, es wurden von nun an regelmäßige Pressekonferenzen abgehalten und weitere Pressestellen eingerichtet.
Für den Heeresbericht sollte gelten: „Wir werden nicht immer alles sagen können, aber was wir ihnen sagen werden ist wahr.“

### Zweiter Weltkrieg
Der Wehrmachtbericht war im Gegensatz zum Heeresbericht des Ersten Weltkriegs nicht nur bloße Information, sondern erklärtermaßen ebenso ein von Staat, Partei und Militär bewusst eingesetztes Instrument der Meinungspflege und Propaganda, zur geistigen und psychologischen Kriegführung im totalen Krieg, in den über die kämpfende Truppe hinaus auch die Heimatfront, also Zivilbevölkerung, Wirtschaft und Industrie, sowie alle Bereiche des öffentlichen Lebens miteinbezogen waren.
1957 erklärte der ehemalige Leiter der Abteilung für Wehrmachtpropaganda im Wehrmachtführungsstab des OKW, Hasso von Wedel:
„Im totalen Staat, wie ihn das Dritte Reich darstellte, mußte auch die Wehrmachtpropaganda zu ihrem Teil die Einheit von Staat, Partei und Wehrmacht anerkennen und vertreten, ohne sich dabei an das Schlepptau der reinen Parteipropaganda zu legen. Hinzu kam, daß der totale Krieg für mich eine Einheit von politischer, militärischer, wirtschaftlicher und geistiger Kriegführung darstellte, der auch die Wehrmachtpropaganda in ihrer gesamten Arbeit sich einzuordnen hatte.“
„Einmal mußten die berechtigten soldatischen Belange im Rahmen der Gesamtpropaganda gewahrt bleiben, und zum anderen mußten innerhalb der Wehrmacht alle Maßnahmen durchgeführt werden, die zum Erreichen der Ziele der Gesamtpropaganda notwendig waren.“
Ein weiterer, einem totalitären Staat gemäßer Unterschied zur militärischen Informationspolitik im Ersten Weltkrieg bestand darin, dass auf deutscher Seite keine privaten Journalisten mehr zugelassen waren. An ihre Stelle traten sogenannte Propagandakompanien (PK), die bereits 1938 in allen Wehrmachtteilen aufgestellt und mit moderner Technik ausgestattet wurden, um, oft in den vordersten Linien, das Kriegsgeschehen festzuhalten. 1943 gab es 23 PK mit 5000 Mann, die im Zivilleben zumeist Journalisten waren. Hinzu kam, dass im Gegensatz zum Ersten Weltkrieg für die deutsche Öffentlichkeit keine legale Möglichkeit mehr bestand, die Wehrmachtberichte mit denen der anderen Seite zu vergleichen. Im Zweiten Weltkrieg wurden sie weder gedruckt noch gesendet, und das Hören nichtdeutscher Nachrichtensendungen war verboten. Zuwiderhandlungen wurden als „Wehrkraftzersetzung“ oder „Rundfunkverbrechen“ verfolgt und konnten mit höchsten Strafen geahndet werden.

#### Rivalität zwischen Wehrmacht und Propagandaministerium

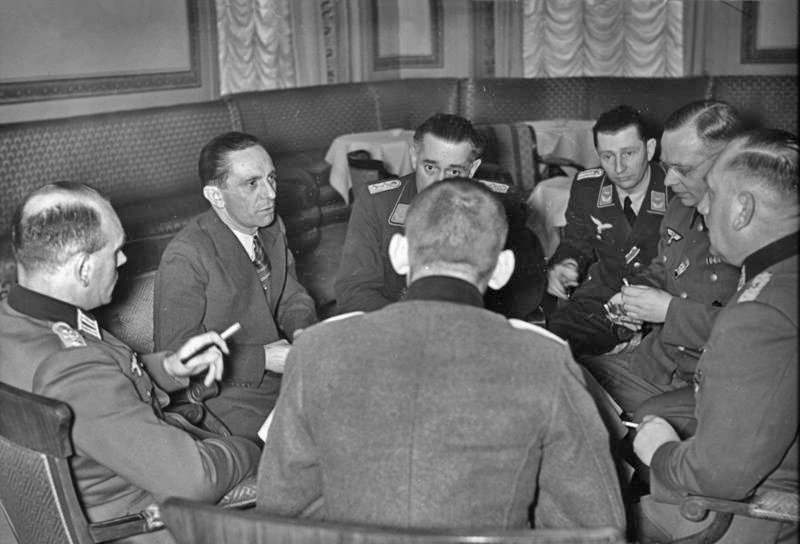
Joseph Goebbels am 28. Januar 1941 im Gespräch mit Hasso von Wedel (Ganz rechts im Bild) und den Chefs der Propaganda-Kompanien der drei Wehrmachtteile. In längeren Ausführungen gibt er ihnen ein umfassendes Bild der militärischen und politischen Lage sowie Richtlinien für die aktuelle Arbeit der Propaganda-Kompanien.

Schon früh bahnte sich eine Rivalität zwischen der Wehrmacht und dem Reichsministerium für Volksaufklärung und Propaganda (RMVP) an. Propagandaminister Joseph Goebbels versuchte die militärische Propaganda vollständig an sich zu ziehen, da er Offiziere als dafür völlig ungeeignet hielt. Er konnte sich jedoch nur teilweise durchsetzen. 1938 unterzeichneten Goebbels und Wilhelm Keitel, Chef des OKW, ein Abkommen über die Durchführung der Propaganda im Kriege, das das Zusammenspiel von RMVP und OKW regelte. Demnach unterstanden die Angehören der PKs dem Militär, Personalauswahl und Auswertung des gesammelten Materials hingegen oblagen Goebbels’ Ministerium.
Kurz vor Kriegsbeginn, am 1. April 1939, wurde im OKW die „Abteilung für Wehrmachtpropaganda (WPr)“ eingerichtet. Diese völlig neue Abteilung fußte auf erheblichen Vorbereitungen in den Jahren 1937 und 1938. Neben der militärischen Zensur, der „Abwehr feindlicher Propaganda“ und der „geistigen Betreuung der Wehrmacht“ oblag ihr unter anderem auch die Abfassung des Wehrmachtberichts.

#### Namensnennung im Wehrmachtbericht
Da nach dem deutschen Überfall auf Polen nur selten ehrenvolle Nennungen von Einzelkämpfern im Wehrmachtbericht zu finden waren, erklärte die Abteilung für Wehrmachtpropaganda in einem Rundschreiben vom 26. März 1940, es sei wünschenswert, „im Wehrmachtbericht häufiger als bisher Namen von Offizieren usw. zu nennen, die sich bei besonderen Unternehmungen ausgezeichnet haben“. In der Folge erließ der Oberbefehlshaber des Heeres Generalfeldmarschall Walther von Brauchitsch im Hinblick auf den kommenden Westfeldzug am 27. April 1940 einen entsprechenden Erlass „Namensnennung im Wehrmachtbericht“, der dieses Prozedere einer gewünschten häufigeren Nennung von auszeichnungswürdigen Soldaten der Wehrmacht regeln sollte.
Laut von Brauchitschs Erlass sollten durch Namensnennung im Wehrmachtbericht solche Soldaten geehrt werden, die sich „im Kampf in außergewöhnlicher Weise hervorgetan“ hatten. Es sei darin „eine ganz besondere Auszeichnung zu erblicken“. Ihre Taten sollten sich „aus den übrigen hervorheben“ und so die „Erwähnung vor dem Deutschen Volk“ rechtfertigten. Als Anhaltspunkte („Anhalt“) für die Namensnennung galten u. a. für den Fall vor Eintritt größerer Kampfhandlungen, wenn Führer von Stoß- oder Spähtrupps, die zweimal unter Feindeinwirkung entweder eine „beträchtliche Anzahl von Gefangenen“ oder „Waffen“ eingebracht hatten oder „unter besonders schwierigen Verhältnissen“ Feindunterlagen beschafften. Für den Fall, dass schon größere Kampfhandlungen stattfanden, sollten Truppenführer aller Dienstgrade, die durch ihren persönlichen Einsatz unter schwierigen Verhältnissen die Kampfhandlungen in einer für die Führung besonders wertvollen Weise entscheidend beeinflusst haben, namentlich genannt werden.
Murawski weist in seiner Studie darauf hin, dass diese Ehrungen per Namensnennung dann schon beim Westfeldzug erheblich zunahmen und nach dem deutschen Überfall auf die Sowjetunion im Juni 1941 um ein Mehrfaches. Der Umfang der Nennungen wurde schließlich so groß, dass sie ab Sommer 1944 nicht mehr im eigentlichen Wehrmachtbericht erscheinen konnten, sondern nur noch in einem Anhang zu diesem, betitelt mit: „Ergänzend zum Wehrmachtbericht wird gemeldet.“

#### „Führererlass“ zur Stärkung der Rolle des OKW
Die Einrichtung der WPr stärkte die Rolle des OKW in Propagandaangelegenheiten, zum Teil auf Kosten des Propagandaministeriums. Das Kompetenzgerangel dauerte solange an, bis Adolf Hitler im Februar 1941 in einem geheimen Führererlass schließlich entschied: „In Fragen der Propaganda und militärischen Zensur ist die Vertretung der Gesamtwehrmacht wie auch der Wehrmachtteile gegenüber allen zivilen Dienststellen und gegenüber der Öffentlichkeit ausschließlich Aufgabe des Oberkommandos der Wehrmacht“.

#### Letzter Wehrmachtsbericht – Ausgangspunkt der Legende von der „Sauberen Wehrmacht“
Der letzte Wehrmachtbericht wurde vom Reichssender Flensburg am 9. Mai 1945 ausgestrahlt. Bald darauf am 23. Mai wurde auch die letzte Reichsregierung, die ihren provisorischen Sitz im Sonderbereich Mürwik in Flensburg-Mürwik hatte, verhaftet. Der Kerninhalt dieses Berichts lautet: „Die deutsche Wehrmacht ist am Ende einer gewaltigen Übermacht ehrenvoll unterlegen. Der deutsche Soldat hat getreu seinem Eid, in höchstem Einsatz für sein Volk für immer Unvergessliches geleistet. Die Heimat hat ihn bis zuletzt mit allen Kräften unter schwersten Opfern unterstützt. Die einmalige Leistung von Front und Heimat wird in einem späteren Urteil der Geschichte ihre endgültige Würdigung finden.“
Dieser Bericht gilt als Paradebeispiel für den Aufbau des Nachkriegsmythos einer vermeintlich unpolitischen Wehrmacht, die angeblich nichts mit Vernichtungskrieg und Holocaust zu tun hatte, sondern tapfer und ehrenhaft für die Heimat gekämpft und für ihr Land Unvergessliches geleistet habe. Er bildet, so der Militärhistoriker Jens Westemeier, den Ausgangspunkt für die Bildung der Legende von der Sauberen Wehrmacht, die nicht nur anständig und distanziert zum NS-Regime geblieben sei, sondern in vorbildlicher Weise militärische Tugenden gepflegt und Großes geleistet habe. Eine hoch professionelle, höchst effektiv funktionierende Militärmaschinerie. Diese Erzählung schuf die Voraussetzung zur Nachkriegs-Glorifizierung militärischer Tugenden der Wehrmacht bis hin zum Mythos „der tapfersten und besten Soldaten der Welt.“